# Hercostomus jingxingensis
Hercostomus jingxingensis är en tvåvingeart som beskrevs av Yang och Saigusa 2001. Hercostomus jingxingensis ingår i släktet Hercostomus och familjen styltflugor.
Artens utbredningsområde är provinsen Yunnan i Kina.